# Улица Ольги Форш

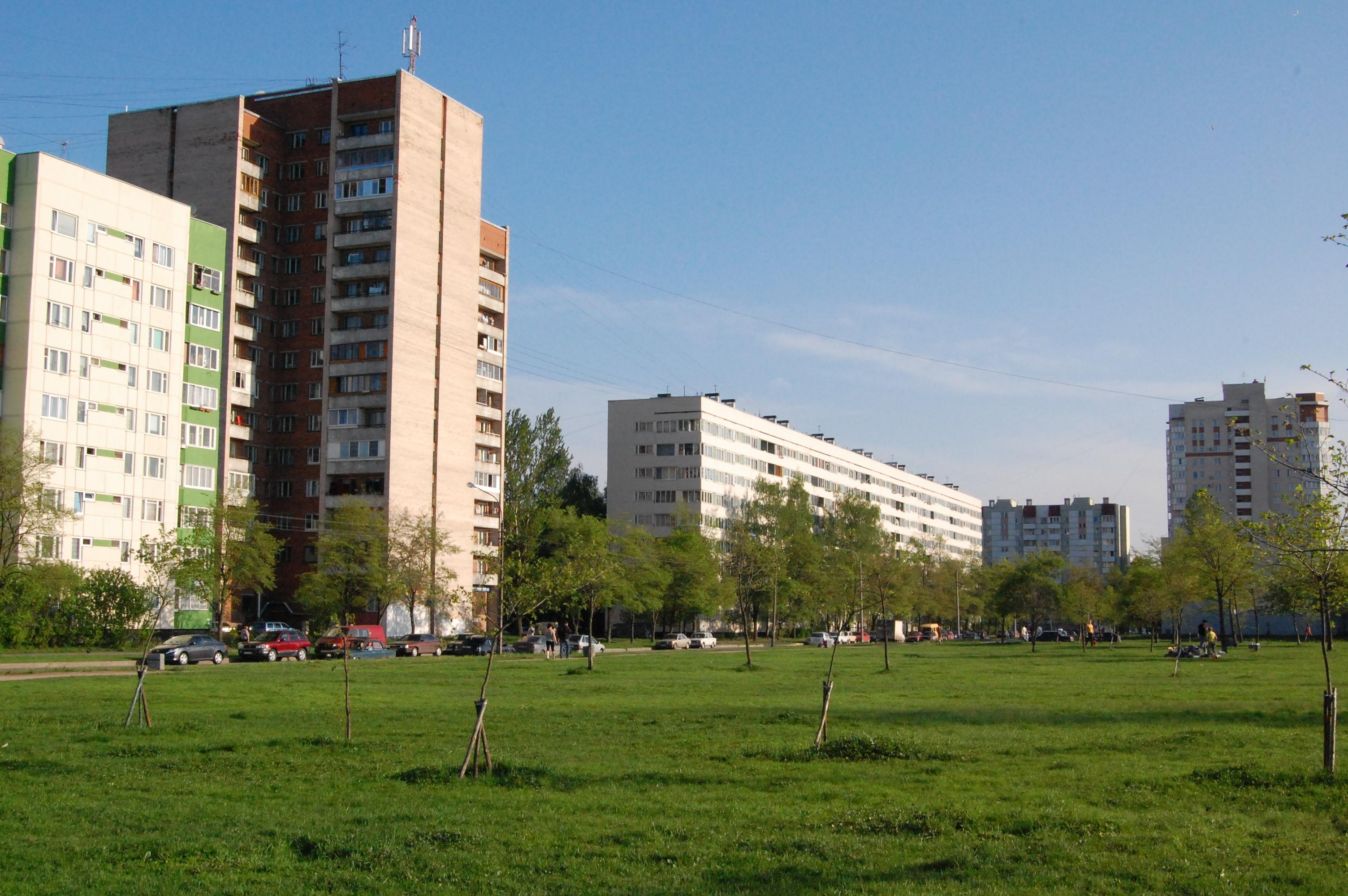
Нечётная сторона (дома 7, 5, 1)

Улица О́льги Форш — улица в Калининском районе Санкт-Петербурга. Проходит от Учительской до Тимуровской улицы через проспект Просвещения между улицей Демьяна Бедного и Светлановским проспектом. Протяжённость — 1250 м.

## История
Название улица получила 2 октября 1970 года в честь советской писательницы Ольги Форш.

## Здания и сооружения
Нечётная сторона:
- дом 9 — школа № 136
- дом 13/2 — ГДОУ детский сад № 73 Калининского района
- дом 17/2 — школа № 128

Чётная сторона
- дом 6 — автостоянка, парикмахерская, баня
- дом 10 — хлебозавод «Хлебный дом»

## Транспорт
- Станция метро «Гражданский Проспект» (1630 м)
- Автобусы: № 60, 93, 121, 139,  193, 199, 208, 240, 247.
- Трамваи: № 61, 100.
- Маршрутные такси: № 827.

Все указанные маршруты общественного транспорта проходят по другим улицам, пересекающим или прилегающим к улице Ольги Форш.
- Вокзалы, ж/д платформы: Новая Охта (2700 м), Парнас (2650 м)

## Пересечения
С юга на север:
- Учительская улица
- улица Натальи Грудининой
- проспект Просвещения
- Тимуровская улица